# Atotonilco de Horcasitas
Atotonilco de Horcasitas es una localidad del estado mexicano de Guerrero. Es parte del municipio de San Luis Acatlán.

## Toponimia
El nombre «Atotonilco» proviene de los términos en náhuatl: atl, agua; tecuilli, fogón; co, locativo. Su significado es «lugar de agua caliente». El nombre hace referencia a las aguas termales ubicadas en la localidad.

## Demografía
| Gráfica de evolución demográfica |
|                                  |

| Censo | Población |
| ----- | --------- |
| 1900  | 150       |
| 1910  | 298       |
| 1921  | 229       |
| 1930  | 231       |
| 1940  | 289       |
| 1950  | 405       |
| 1960  | 678       |
| 1970  | 673       |
| 1980  | 1 062     |
| 1990  | 1 124     |
| 2000  | 1 610     |
| 2010  | 1 845     |
| 2020  | 1 970     |